# Burgruine Gebratstein
Die Burgruine Gebratstein war keine eigenständige Burganlage, sondern eine zur Burg Starkenberg gehörende Wehranlage (Höhenburganlage). Sie befindet sich etwa 3 km nordwestlich der Gemeinde Tarrenz im Bezirk Imst von Tirol. Die Bezeichnung der Anlage ist von dem Taufnamen Gebhard, den die älteren Starkenberger trugen, abgeleitet.

## Geschichte
Nach dem archäologischen Befund stammen die Mauern von Gebratstein aus dem 13. Jahrhundert. Aber erst 1521 wird Gebhartstein erstmals explizit erwähnt. Neben der Funktion als Rückzugsmöglichkeit und als Ausfallbasis, sollte Starkenberg bedroht sein, hat diese Wehranlage auch den Saumpfad überwacht, der entlang des Salvesenbaches über das Hahntennjoch und Pfafflar in das Lechtal führte. Es wird vermutet, dass diese Burg 1422 nach der Niederwerfung der Starkenberger durch Herzog Friedrich IV. eingezogen und dann dem Verfall überlassen wurde.

## Burgruine Gebratstein heute
Gebratstein befindet sich über dem orographisch linken Ufer der Salvesenschlucht. Der Felsen, auf dem sich die Reste von Gebratstein befinden, ist nur von Norden her zugänglich. Dort trennt ein schmaler Sattel die Burgstelle von dem dahinter aufsteigenden Berghang. Auf mögliche Gefährdungen (Absturzgefahr) des nicht ausgeschilderten Pfades wird verwiesen.
Die Burg war trapezförmig angelegt. Die noch teilweise erhaltene Ostmauer ist 15 m lang und etwa 1,55 m stark. Die Mauer ist aus großen Findlingen und Bachsteinen mit wenig Mörtel errichtet und noch bis zu 4 m hoch. Die sich auf der Nord- und Angriffsseite befindliche Mauer ist etwas stärker ausgebildet. Der im Volksmund tradierte Name Föllaturm (Fall- oder Faulturm) verweist darauf, dass sich hier ein Wehrturm mit einem Verlies befand. Jetziger Eigentümer ist die Familie Weyhenmeyer.

## Romane über Gebratstein
- Tobias Pamer: Blutballaden. Tirols vergessene Epoche. Novum, Neckenmarkt 2015, ISBN 978-3-99200-127-9.
- Tobias Pamer: Habichtskrieg. Tirols vergessene Epoche. Ehrenberg Verlag, Reutte 2017, ISBN 978-3-901821-29-5.